# Салета (Ријети)
Салета је насеље у Италији у округу Ријети, региону Лацио.
Према процени из 2011. у насељу је живело 33 становника. Насеље се налази на надморској висини од 856 м.